# Quentin Merlin
Quentin Merlin (Nantes, 16 maggio 2002) è un calciatore francese, difensore del Rennes.

## Caratteristiche tecniche
All'inizio della sua carriera ha svolto il ruolo di ala sinistra, tuttavia a partire dalla stagione 2021-2022 è stato spostato come terzino sinistro da Antoine Kombouare.

## Carriera

### Club

#### Nantes

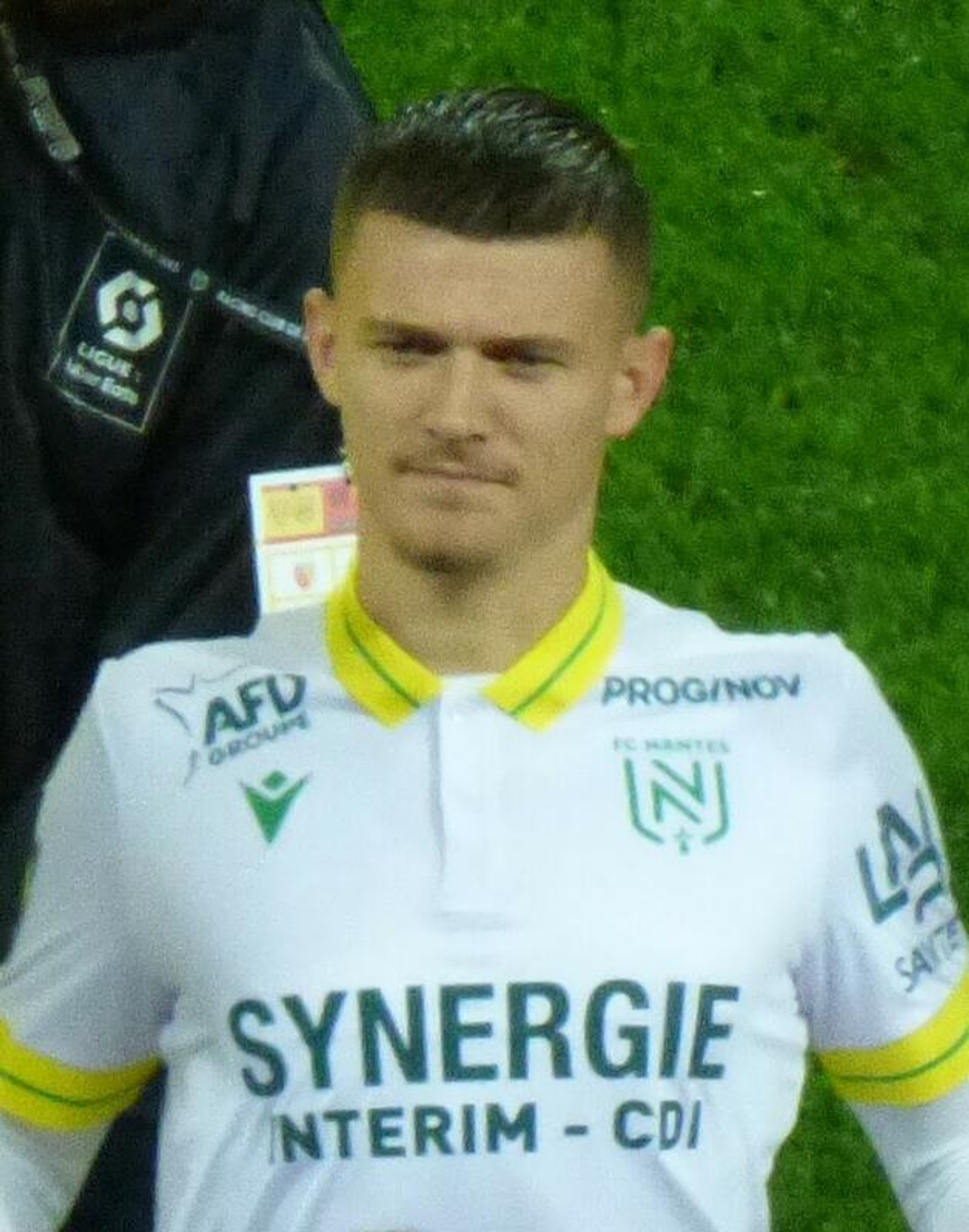
Quentin Merlin con la maglia del nel 2023.

Nato a Nantes, inizia a giocare a calcio all'età di sei anni nel Goélands Sanmaritains, squadra allenata da suo padre. In seguito cresce nelle giovanili del Pornic Foot e del Nantes, con quest'ultima debutta in prima squadra il 10 febbraio 2021 in occasione dell'incontro di Coppa di Francia perso 4-2 contro il Lens.
Il mese seguente firma il primo contratto da professionista con i canarini.
Il 6 agosto successivo debutta in Ligue 1 nel pareggio per 1-1 contro il Monaco; mentre segna la prima rete il 19 febbraio 2022 nell'ampia vittoria per 3-1 sul Paris Saint-Germain.
Trovato più spazio grazie all'infortunio del compagni di reparto Charles Traoré, il 7 maggio, vince il primo trofeo da professionista, la Coppa di Francia contro il Nizza. Nell'occasione si procura il rigore decisivo, poi segnato da Ludovic Blas, che permette ai canarini di conquistare la quarta coppa nazionale della propria storia.
Confermato per la stagione successiva, l'8 settembre 2022 debutta nelle competizioni confederali, in occasione della gara casalinga di UEFA Europa League vinta per 2-1 sull'Olympiacos. Vista l'indisponibilità di Traoré, nella prima parte di stagione si rivela uno dei titolarissimi della difesa dei canarini, tuttavia in occasione di una gara di campionato contro l'Olympique Lione è vittima di uno strappo all'adduttore sinistro.
Torna in campo due mesi dopo con la seconda squadra, giocando la gara di National 2 contro lo Stade Bordelais, concluso a porti inviolate. Tornato a giocare anche in prima squadra, il 29 aprile 2023 fa il proprio debutto stagionale in coppa nazionale, subentrando nella finale persa per 1-5 contro il Tolosa.

#### Olympique Marsiglia
Dopo aver iniziato la stagione con la maglia gialloverde confermandosi fra i titolari, il 26 gennaio 2024 lascia il Nantes per accasarsi a titolo definitivo all'Olympique Marsiglia, a fronte di un corrispettivo di circa 10-12 milioni di euro.
Il 4 febbraio successivo debutta con la maglia dei les Olympiens nella gara di campionato persa 1-0 contro il Olympique Lione.
Stade Rennais
Il 22 luglio 2025 viene ufficializzato il suo passaggio al Rennes.

### Nazionale
Ha giocato numerose partite nelle varie nazionali giovanili francesi comprese tra l'Under-16 e l'Under-21, selezione con la quale ha esordito nel 2022.
Il 31 maggio 2023 viene inserito dall'allenatore dell'Under-21 Sylvain Ripoll nella lista dei convocati per l'europeo di categoria, è tuttavia costretto a dare forfait a causa di un infortunio accusato durante l'ultima giornata di campionato.
Due anni dopo, il 2 giugno 2025, il nuovo commissario tecnico Gérald Baticle lo sceglie per prendere parte all'europeo Under-21 2025.

## Statistiche

### Presenze e reti nei club
Statistiche aggiornate al 12 giugno 2025.
| Stagione             | Squadra              | Campionato           | Campionato | Campionato | Coppe nazionali | Coppe nazionali | Coppe nazionali | Coppe continentali | Coppe continentali | Coppe continentali | Altre coppe | Altre coppe | Altre coppe | Totale | Totale |
| Stagione             | Squadra              | Comp                 | Pres       | Reti       | Comp            | Pres            | Reti            | Comp               | Pres               | Reti               | Comp        | Pres        | Reti        | Pres   | Reti   |
| -------------------- | -------------------- | -------------------- | ---------- | ---------- | --------------- | --------------- | --------------- | ------------------ | ------------------ | ------------------ | ----------- | ----------- | ----------- | ------ | ------ |
| 2020-2021            | Nantes 2             | N2                   | 7          | 0          |                 | -               | -               |                    | -                  | -                  |             | -           | -           | 7      | 0      |
| 2021-2022            | Nantes 2             | N2                   | 1          | 1          |                 | -               | -               |                    | -                  | -                  |             | -           | -           | 1      | 1      |
| 2022-2023            | Nantes 2             | N2                   | 2          | 0          |                 | -               | -               |                    | -                  | -                  |             | -           | -           | 2      | 0      |
| Totale Nantes 2      | Totale Nantes 2      | Totale Nantes 2      | 10         | 1          |                 | -               | -               |                    | -                  | -                  |             | -           | -           | 10     | 1      |
| 2020-2021            | Nantes               | L1                   | 0          | 0          | CF              | 1               | 0               |                    | -                  | -                  |             | -           | -           | 1      | 0      |
| 2021-2022            | Nantes               | L1                   | 28         | 2          | CF              | 5               | 0               |                    | -                  | -                  |             | -           | -           | 33     | 2      |
| 2022-2023            | Nantes               | L1                   | 24         | 1          | CF              | 1               | 0               | UEL                | 4                  | 0                  | SF          | 0           | 0           | 29     | 1      |
| 2023-gen. 2024       | Nantes               | L1                   | 16         | 0          | CF              | 2               | 0               | -                  | -                  | -                  | -           | -           | -           | 18     | 0      |
| Totale Nantes        | Totale Nantes        | Totale Nantes        | 68         | 3          |                 | 9               | 0               |                    | 4                  | 0                  |             | -           | -           | 81     | 3      |
| gen.-giu. 2024       | Olympique Marsiglia  | L1                   | 10         | 0          | CF              | 0               | 0               | UCL+UEL            | 0+7                | 0                  | -           | -           | -           | 17     | 0      |
| 2024-2025            | Olympique Marsiglia  | L1                   | 27         | 1          | CF              | 2               | 0               | -                  | -                  | -                  | -           | -           | -           | 29     | 1      |
| Totale Ol. Marsiglia | Totale Ol. Marsiglia | Totale Ol. Marsiglia | 37         | 1          |                 | 2               | 0               |                    | 7                  | 0                  |             | -           | -           | 46     | 1      |
| Totale carriera      | Totale carriera      | Totale carriera      | 115        | 5          |                 | 11              | 0               |                    | 11                 | 0                  |             | -           | -           | 137    | 5      |

## Palmarès

### Club
- Coppa di Francia: 1

Nantes: 2021-2022